# Кубок Меланезії з футболу 1992
Кубок Меланезії 1992 року — четвертий розіграш турніру, що проходив у Вануату. В кубку брали участь п'ять збірних: Фіджі, Соломонові острови, Нова Каледонія та Вануату.
Команди зіграли одна з одною по грі, а перемогу на турнірі втретє здобула збірна Фіджі.

## Результати
| Збірна             | І | В | Н | П | ГЗ | ГП | О |
| ------------------ | - | - | - | - | -- | -- | - |
| Фіджі              | 3 | 2 | 1 | 0 | 6  | 3  | 5 |
| Нова Каледонія     | 3 | 2 | 1 | 0 | 4  | 2  | 5 |
| Соломонові Острови | 3 | 1 | 0 | 2 | 4  | 4  | 2 |
| Вануату            | 3 | 0 | 0 | 3 | 1  | 6  | 0 |

| 25 липня 1992 |

| Фіджі                              | 2-1 | Соломонові Острови |
| ---------------------------------- | --- | ------------------ |
| Радіке Навалу 36' Джо Масілагі 45' |     | Дадлі Натей 10'    |

| «Корман Стедіум», Порт-Віла Арбітр: Юрген Бальдес (Папуа Нова Гвінея) |

| 25 липня 1992 |

| Нова Каледонія   | 1-0 | Вануату |
| ---------------- | --- | ------- |
| Адріас Ауссу 88' |     |         |

| «Корман Стедіум», Порт-Віла Арбітр: Шаашеен Хан (Фіджі) |

| 27 липня 1992 |

| Соломонові Острови                               | 3-1 | Вануату         |
| ------------------------------------------------ | --- | --------------- |
| Джонсон Томе 16' Дадлі Натей 41' Медлі Тоату 74' |     | Рекс Карлот 44' |

| «Корман Стедіум», Порт-Віла Арбітр: Шаашеен Хан (Фіджі) |

| 28 липня 1992 |

| Фіджі                                  | 2-2 | Нова Каледонія                    |
| -------------------------------------- | --- | --------------------------------- |
| Абрагам Воткінс 18' Рувваме Мадігі 66' |     | Адріас Ауссу 38' Абель Чауяне 63' |

| «Корман Стедіум», Порт-Віла Арбітр: Калтактек Калогіс (Вануату) |

| 30 липня 1992 |

| Фіджі                           | 2-0 | Вануату |
| ------------------------------- | --- | ------- |
| Радіке Навалу 7' Таїту Була 21' |     |         |

| «Корман Стедіум», Порт-Віла Арбітр: Юрген Бальдес (Папуа Нова Гвінея) |

| 30 липня 1992 |

| Нова Каледонія   | 1-0 | Соломонові Острови |
| ---------------- | --- | ------------------ |
| Абель Чауяне 19' |     |                    |

| «Корман Стедіум», Порт-Віла Арбітр: Калтактек Калогіс (Вануату) |

| Кубок Меланезії 1992 |
| -------------------- |
| Фіджі 3-й титул      |